# Franz Halm
Franz Karl Alexander Halm (* 29. September 1874; † 6. November 1918) war ein deutscher Marineoffizier der Kaiserlichen Marine, zuletzt Kapitän zur See.

## Leben
Franz Halm trat im April 1891 in die Kaiserliche Marine ein. Am 12. September 1908 erhielt er den Roten Adlerorden 4. Klasse.
Als Korvettenkapitän (Beförderung am 12. Juli 1909) war er von April 1911 bis Mai 1913 Kommandant der Geier. Im April 1911 war das Schiff wieder in Dienst gestellt worden und der ostafrikanischen Station zugewiesen worden. In dieser Position erhielt er noch die Krone zum Roten Adlerorden 4. Klasse und das Komturkreuz des Königlich Griechischen Erlöser-Orden.
Von September bis November 1913 war er Kommandant der Hamburg. Bis Oktober 1914 war er Dezernent für das Luftfahrwesen im Reichsmarineamt. Nachdem der Kommandant, Fregattenkapitän Paul Nippe, aufgrund einer Verfehlung im Dienst des Kommandos enthoben wurde, war Halm kurzzeitig im November 1914 Kommandant der Thetis. Anschließend übernahm er die Lübeck, welche er bis Januar 1916 führte. Am 13. Januar 1916 erhielt die Lübeck auf dem Marsch von Libau nach Kiel nördlich Rixhöft einen Minentreffer am Heck. Hierbei wurden zwei Mann über Bord geschleudert und fünf weitere schwer verletzt. Sowohl Ruder und als auch Schrauben waren beschädigt. Der Fockmast brach und stürzte auf die Kommandobrücke und verletzte den am 16. Dezember 1914 zum Fregattenkapitän beförderten Halm schwer. Von Januar 1916 bis Mai 1916 war er Chef der neu aufgestellten Handelsschutzflottille und bis Januar 1918 Chef der IV. Torpedoboot-Flottille. Am 26. April 1917 wurde er zum Kapitän zur See befördert. Bis zu seinem Tod war er Chef des Stabes der Torpedoinspektion.
Bis Kriegsende war er u. a. mit dem Kronen-Orden zweiter Klasse mit Schwertern und dem Lübecker Hanseatenkreuz ausgezeichnet worden.
Im Zuge des Kieler Matrosenaufstands erschoss er sich selbst.